# Okiseius morenoi
Okiseius morenoi är en spindeldjursart som beskrevs av Schicha 1987. Okiseius morenoi ingår i släktet Okiseius och familjen Phytoseiidae. Inga underarter finns listade i Catalogue of Life.